# Patù
Pour les articles homonymes, voir Patu.
Patù est une commune italienne de la province de Lecce dans la région des Pouilles.
Située dans le bas Salento, à l'extrémité sud de Capo di Leuca, elle fait partie de l'Union des communes de Terra di Leuca. Elle se trouve à proximité de l'ancienne ville messapienne de Beretum et conserve les restes de la remarquable construction mégalithique du Centopietre. Depuis 2004, elle porte le titre de ville et en 2016 elle fait partie de l'association Borghi Autentici d'Italia. 

## Histoire
Le territoire de Patù est habité depuis l'Antiquité ; il abrita l'importante ville messapienne de Vereto détruite par les Sarrasins au IXe siècle dans le but de gagner un point de référence dans le Capo di Leuca et d'envahir ainsi toute la péninsule du Salento. L'invasion sarrasine fut cependant déjouée par l'imposante armée envoyée par le roi de France Charles II le Chauve lors de la bataille du 24 juin 877. L'agglomération urbaine de Patù est née des ruines du centre messapien, fondé, selon la tradition, en 924 par quelques survivants vérétiniens qui se sont déplacés plus en aval. En mémoire de la victoire sur les Sarrasins, a été construite l'église de San Giovanni Battista, dont la commémoration liturgique a lieu le 24 juin.
Durant la période féodale, diverses familles se relayèrent : en 1318 les Sambiasi étaient seigneurs féodaux ; ils furent remplacés par les Capece et les De Electris. En même temps, la ville appartenait à la curie épiscopale d'Alessano et au prince d'Aragon de Cassano, puis passa à la famille Guarino et enfin à la famille Granafei.

## Administration
| Période                                  | Période  | Identité       | Étiquette | Qualité |
| ---------------------------------------- | -------- | -------------- | --------- | ------- |
| 30 mai 2006                              | En cours | Angelo Galante |           |         |
| Les données manquantes sont à compléter. |          |                |           |         |

### Hameaux
Marina di San Gregorio

### Communes limitrophes
Castrignano del Capo, Morciano di Leuca, Alessano